# Avenida Shisler (Metro de Filadelfia)
Avenida Shisler  fue una estación en la Ruta 102 de la línea Verde del Metro de Filadelfia. La estación se encuentra localizada en Avenida Woodlawn & Avenida Shisler en Aldan, Pensilvania.  La Autoridad de Transporte del Sureste de Pensilvania (por sus siglas en inglés SEPTA) es la propietaria de la estación. La estación fue clausurada el 15 de marzo de 2010.

## Descripción y servicios
La estación Avenida Shisler cuenta con aceras y 2 vías.  

## Conexiones
La estación es abastecida por las siguientes conexiones: 
- Rutas de autobuses: ninguna